# サン・アンドレス山脈
サン・アンドレス山脈（サンアンドレスさんみゃく、英：San Andres Mountains）は、アメリカ合衆国ニューメキシコ州南西部のソコロ郡、シエラ郡及びドニャアナ郡にまたがる山脈である。南北およそ120 km（75 mi）の範囲に広がるが、幅は最も広いところでわずか19 km（12 mi）程度しかない。サンアンドレス山脈での最高峰は標高2,733 m（8,965 ft）のサリナス峰である。
サン・アンドレス山脈は、リオ・グランディ裂谷の東端部分をなし、西側を浸食されている、主に石灰岩でできている断層地塊で形作られている。これらの山々から洗われる石膏の層は、ホワイトサンズ国定記念物にある砂丘の砂の主な源となっている。オルガン山脈と南にほとんど接しているが、これら2つの山脈は地質学的、植物学的な違いが非常にはっきりしている。北側のオスキュラ山脈は、サン・アンドレス山脈よりも非常に低く、12 km（8 mi）ほど離れている。山脈は乾燥し、不毛の地であるため、一般市民にとっては近づきがたい場所でもある。また、制限区域であるホワイトサンズ・ミサイル実験場の中にほぼすっぽり収まっている。
| 山岳名                                          | 標高 (m) | 標高 (ft) | 位置                                                              | 突出高 (ft) |
| ----------------------------------------------- | -------- | --------- | ----------------------------------------------------------------- | ----------- |
| サリナス峰 (Salinas Peak)                       | 2,733    | 8,965     | 北緯33度17分55秒 西経106度31分53秒 / 北緯33.2986度 西経106.5315度 | 3,625       |
| サン・アンドレス峰 (San Andres Peak)            | 2,510    | 8,235     | 北緯32度40分34秒 西経106度32分13秒 / 北緯32.6760度 西経106.5369度 | 2,525       |
| チョーク・ヒルズ最高頂 (Chalk Hills High Point) | 2,435    | 7,988     | 北緯33度10分47秒 西経106度43分21秒 / 北緯33.1796度 西経106.7226度 | 1,728       |
| 無名 (Point 7,646)                              | 2,331    | 7,646     | 北緯32度54分16秒 西経106度34分49秒 / 北緯32.9045度 西経106.5803度 | 1,899       |
| ガードナー峰 (Gardner Peak)                     | 2,296    | 7,534     | 北緯32度49分27秒 西経106度33分45秒 / 北緯32.8242度 西経106.5624度 | 2,052       |
| ブラック・ブラシィ山 (Black Brushy Mountain)    | 2,292    | 7,521     | 北緯32度35分51秒 西経106度31分08秒 / 北緯32.5976度 西経106.5189度 | 1,701       |
| キャピトル峰 (Capitol Peak)                     | 2,163    | 7,098     | 北緯33度24分24秒 西経106度25分30秒 / 北緯33.4068度 西経106.4249度 | 1,833       |